# ЖКК Плей Офф Сараево
ЖКК Плей Офф Сараево, в настоящее время известный как ЖКК Плей Офф Меридианбет по спонсорским причинам, — это профессиональный женский баскетбольный клуб, базирующийся в Сараево, Босния и Герцеговина. Команда выступает в женском чемпионате Боснии и Герцеговины по баскетболу и проводит домашние матчи в Культурно-спортивном центре Илиджа, который вмещает 2700 зрителей. Всего через 15 месяцев после основания женской команды клуб завоевал титул в А1 лиге (втором уровне соревнований) в сезоне 2012/2013, а в следующем сезоне занял второе место в чемпионате страны. Среди наиболее значимых достижений — три титула чемпиона Боснии и Герцеговины и одна победа в Кубке Боснии и Герцеговины. ЖКК Плей Офф также принимал участие в Адриатической лиге, где соревновался с ведущими командами региона.

## Достижения клуба
Чемпионат Боснии
и Герцеговины 
- чемпион (3): 2016, 2017, 2022
- финалист (3): 2014, 2015, 2018

Кубок Боснии и Герцеговины
- чемпион (1): 2017
- финалист (3): 2016, 2018, 2022

## Итоги сезонов
| - 2013-2014: 2-й - 2014-2015: 2-й - 2015-2016: чемпион - 2016-2017: чемпион | - 2017-2018: 2-й - 2018-2019: 4-й - 2019-2020: 4-й - 2020-2021: 4-й | - 2021-2022: чемпион - 2022-2023: 4-й - 2023-2024: 8-й - 2024-2025: 3-й |

## Известные баскетболистки
Список известных баскетболисток:
| - Неира Алиспахич - Сандра Азинович - Инес Бабич - Николина Бабич - Амра Бегич - Даяна Бугарин - Альмира Чато - Анджела Делич - Николина Делич | - Николина Джебо - Марина Джинич - Мильяна Джомбета - Валентина Галушич - Неджла Ковачевич - Зденка Ковачевич - Йована Маркович - Азра Никшич - Лейла Омербашич | - Тея Перич - Хена Спахич - Ирис Старчевич - Ваня Василич - Амра Джапо - Милица Милошев - Инес Чорда - Николина Николич - Бояна Вулич | - Саманта Роскоу - Адамс, Кори Тайни - Дейжа Бланкс - Сиерра Сизер - Энди Исли - Монэ Джонсон - Тейша Кинг - Ришонда Напьер |

## Известные тренеры
- Горан Лойо